# Kleestadt
Kleestadt is een plaats in de Duitse gemeente Groß-Umstadt, deelstaat Hessen, en telt 1548 inwoners.